# Turnera ulmifolia
Espèce
Turnera ulmifolia est une espèce de plantes à fleurs de la famille des Passifloraceae originaire d'Amérique centrale et des Caraïbes.

## Synonymes
- Turnera alba Liebm.
- Turnera angustifolia Mill.
- Turnera caerulea DC.
- Turnera peruviana Willd. ex Roem. & Schult.
- Turnera trioniflora Sims
- Turnera velutina C. Presl

## Description

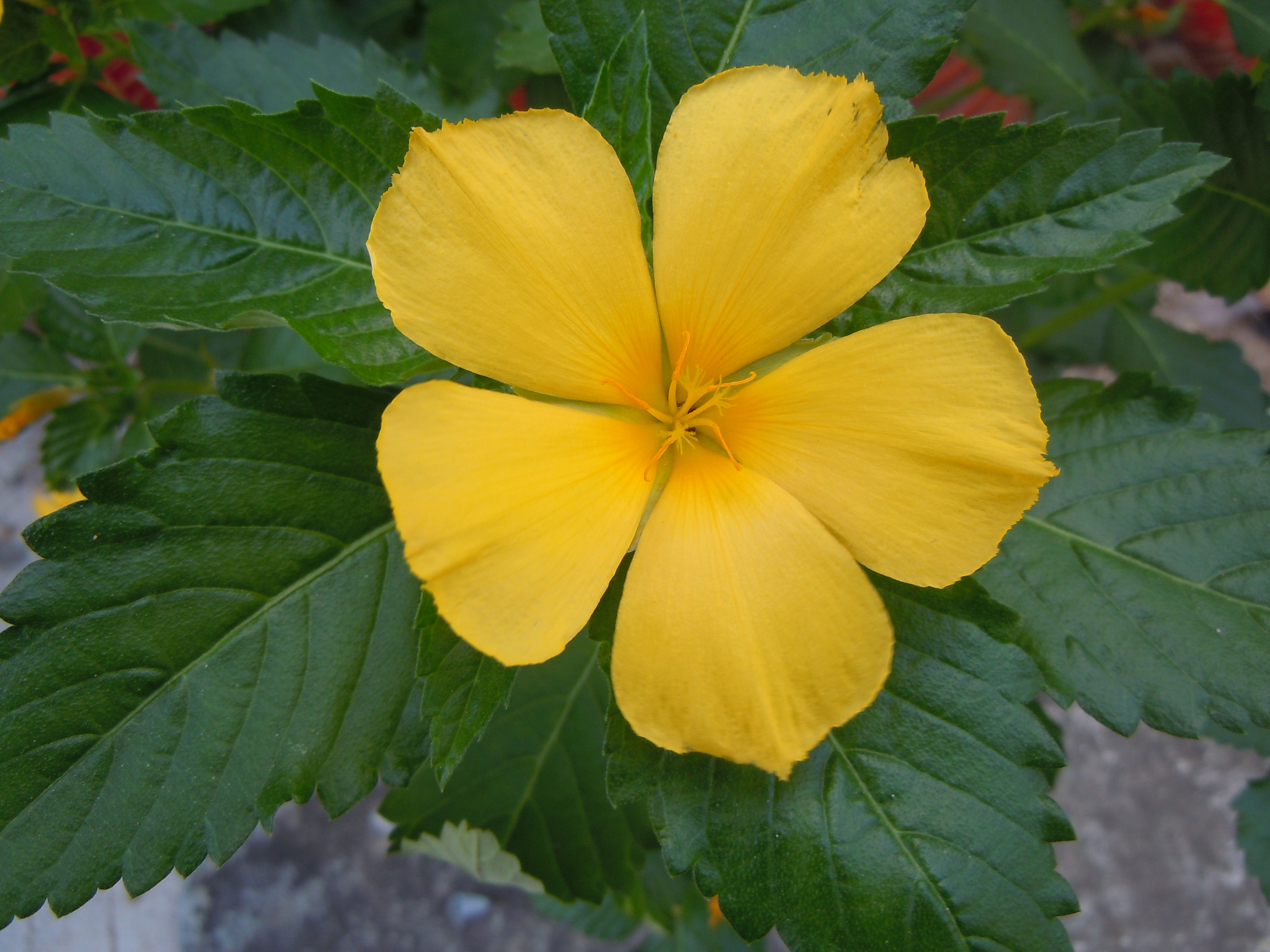
Détail de la fleur.

L'espèce se présente comme une plante herbacée aux grandes fleurs jaunes.

## Répartition

### Caractère envahissant
Cette espèce est considérée envahissante notamment en Nouvelle-Calédonie. Le Code de l'environnement de la Province Sud interdit l’introduction dans la nature de cette espèce ainsi que sa production, son transport, son utilisation, son colportage, sa cession, sa mise en vente, sa vente ou son achat.